# ECHO Klassik
ECHO Klassik est un prix de musique allemand pour les artistes et les productions dans le domaine de la musique classique. ECHO Klassik est le deuxième plus ancien des trois prix ECHO et est décerné par la Deutsche Phono-Akademie depuis 1994 chaque année. En 2013 a eu lieu la 20e cérémonie. En 2014, les prix ont été décernés dans 22 catégories différentes. En plus de ECHO Klassik, il existe ECHO Pop (de) et ECHO Jazz (de).

## Description
L'objectif principal d'ECHO Klassik est de récompenser non seulement pour leurs réalisations musicales des stars internationales, mais aussi de promouvoir les jeunes talents exceptionnels grâce à ce prix. ECHO Klassik est décerné par un jury dont les choix reposent sur la qualité artistique et sur le succès populaire. Le prix d'ECHO Klassik reflète donc non seulement l'opinion des critiques, mais aussi l'appréciation des vendeurs de disques.
Les candidats pour ECHO Klassik sont sélectionnés par un jury, qui se compose de personnes du Arbeitskreis Klassik des Bundesverbandes Musikindustrie, d'experts indépendants de l'industrie et de la ZDF-Musikredaktion.
Depuis 2001, peu de temps après chaque remise des prix ECHO Klassik, une compilation des best-of avec les gagnants et les finalistes du prix annuel est publiée annuellement.
Depuis 2009, paraît chaque année un magazine ECHO Klassik avec des échos, des histoires, des interviews et des reportages. Le magazine est disponible sous forme numérique sur le site Web d'ECHO Klassik.
Avant la création en 1994 d'ECHO Klassik comme une cérémonie de remise des prix séparé, la cérémonie des ECHO Pop distinguait les meilleurs artistes nationaux et internationaux pour les années 1992 et 1993 dans le domaine de la musique classique.

## Lauréats

### Lauréats plusieurs fois récompensés
|       | 13 Echos - Cecilia Bartoli (Italie) - Sir Simon Rattle (Royaume-Uni) 12 Echos - Orchestre philharmonique de Berlin (Allemagne) 11 Echos - Nikolaus Harnoncourt (Autriche) 9 Echos . Jonas Kaufmann(Allemagne) - Concerto Köln (Allemagne) - Anne-Sophie Mutter (Allemagne) - Anna Netrebko (Russie) 8 Echos - Claudio Abbado (Italie) - Lang Lang (Chine) - Murray Perahia (États-Unis) - Chœur de la radio de Berlin (Allemagne) - Christian Zacharias (Allemagne) | 7 Echos - Daniel Barenboim (Argentine) - Ensemble Modern (Allemagne) - Hilary Hahn (États-Unis) - Mariss Jansons (Lettonie) - Emmanuel Pahud (Suisse) 6 Echos - Martha Argerich (Argentine) - Deutsche Grammophon (Allemagne) - Renée Fleming (États-Unis) - John Eliot Gardiner (Royaume-Uni) - Daniel Hope (Afrique du Sud) - René Jacobs (Belgique) - Sabine Meyer (Allemagne) - Thomas Quasthoff (Allemagne) - Orchestre symphonique de la Radiodiffusion bavaroise (Allemagne) | 5 Echos - Pierre-Laurent Aimard (France) - Quatuor Alban Berg (Autriche) - Ian Bostridge (Royaume-Uni) - José Carreras (Espagne) - Duo Tal & Groethuysen (en) (Allemagne, Israël) - Freiburger Barockorchester (Allemagne) - Sol Gabetta (Argentine) - Thomas Hengelbrock (Allemagne) - Marek Janowski (Allemagne) - Philippe Jaroussky (France) - Jonas Kaufmann (Allemagne) - Nigel Kennedy (Royaume-Uni) - Quatuor de Leipzig (Allemagne) - Orchestre symphonique de Londres (& Chœur) (Royaume-Uni) - Quatuor Ébène (France) - RIAS Kammerchor (Allemagne) - Helmuth Rilling (Allemagne) - Rundfunk-Sinfonieorchester Berlin (Allemagne) - Sächsische Staatskapelle Dresden (Allemagne) - Rolando Villazón (Mexique) - Günter Wand (Allemagne) - Bruno Weil (Allemagne) - Frank Peter Zimmermann (Allemagne) | \| Place \| Nation \| ECHOs \| \| ----- \| ----------- \| ----- \| \| 1 \| Allemagne \| 654 \| \| 2 \| Royaume-Uni \| 129 \| \| 3 \| États-Unis \| 122 \| \| 4 \| Italie \| 85 \| \| 5 \| France \| 74 \| \| 6 \| Russie \| 72 \| \| 7 \| Autriche \| 64 \| \| 8 \| Suisse \| 45 \| \| 9 \| Lettonie \| 26 \| \| 10 \| Argentine \| 25 \| \| 10 \| Espagne \| 25 \| |
| Place | Nation | ECHOs | | |
| 1     | Allemagne | 654 | | |
| 2     | Royaume-Uni | 129 | | |
| 3     | États-Unis | 122 | | |
| 4     | Italie | 85 | | |
| 5     | France | 74 | | |
| 6     | Russie | 72 | | |
| 7     | Autriche | 64 | | |
| 8     | Suisse | 45 | | |
| 9     | Lettonie | 26 | | |
| 10    | Argentine | 25 | | |
| 10    | Espagne | 25 | | |

## Source de la traduction
- (de) Cet article est partiellement ou en totalité issu de l’article de Wikipédia en allemand intitulé « ECHO Klassik » (voir la liste des auteurs).